# Pherusa
Pherusa är ett släkte av ringmaskar som beskrevs av Lorenz Oken 1807. Pherusa ingår i familjen Flabelligeridae.

## Dottertaxa tillPherusa, i alfabetisk ordning[1][2]
- Pherusa abyssalis
- Pherusa affinis
- Pherusa arctica
- Pherusa arenosa
- Pherusa aspera
- Pherusa atentacula
- Pherusa bengalensis
- Pherusa capitata
- Pherusa capulata
- Pherusa cincta
- Pherusa coronata
- Pherusa curvisetis
- Pherusa dubia
- Pherusa ehlersi
- Pherusa eruca
- Pherusa falcata
- Pherusa flabellata
- Pherusa fucicola
- Pherusa gymnopapillata
- Pherusa hamocarens
- Pherusa havaica
- Pherusa heteropapillata
- Pherusa incerta
- Pherusa inflata
- Pherusa kerguelarum
- Pherusa kinsemboanus
- Pherusa laevis
- Pherusa minuta
- Pherusa monilifera
- Pherusa monroi
- Pherusa negligens
- Pherusa neopapillata
- Pherusa obscura
- Pherusa papillata
- Pherusa parmata
- Pherusa plumosa
- Pherusa saldanha
- Pherusa sarsi
- Pherusa schmidtii
- Pherusa scutigera
- Pherusa scutigeroides
- Pherusa swakopiana
- Pherusa tenera
- Pherusa tropica
- Pherusa tumbensis
- Pherusa xanthotricha